# Гонконг на зимових Олімпійських іграх 2010
Гонконг на зимових Олімпійських іграх 2010 представлений єдиною спортсменкою Хань Юешуан, яка брала участь у змаганнях з шорт-треку.

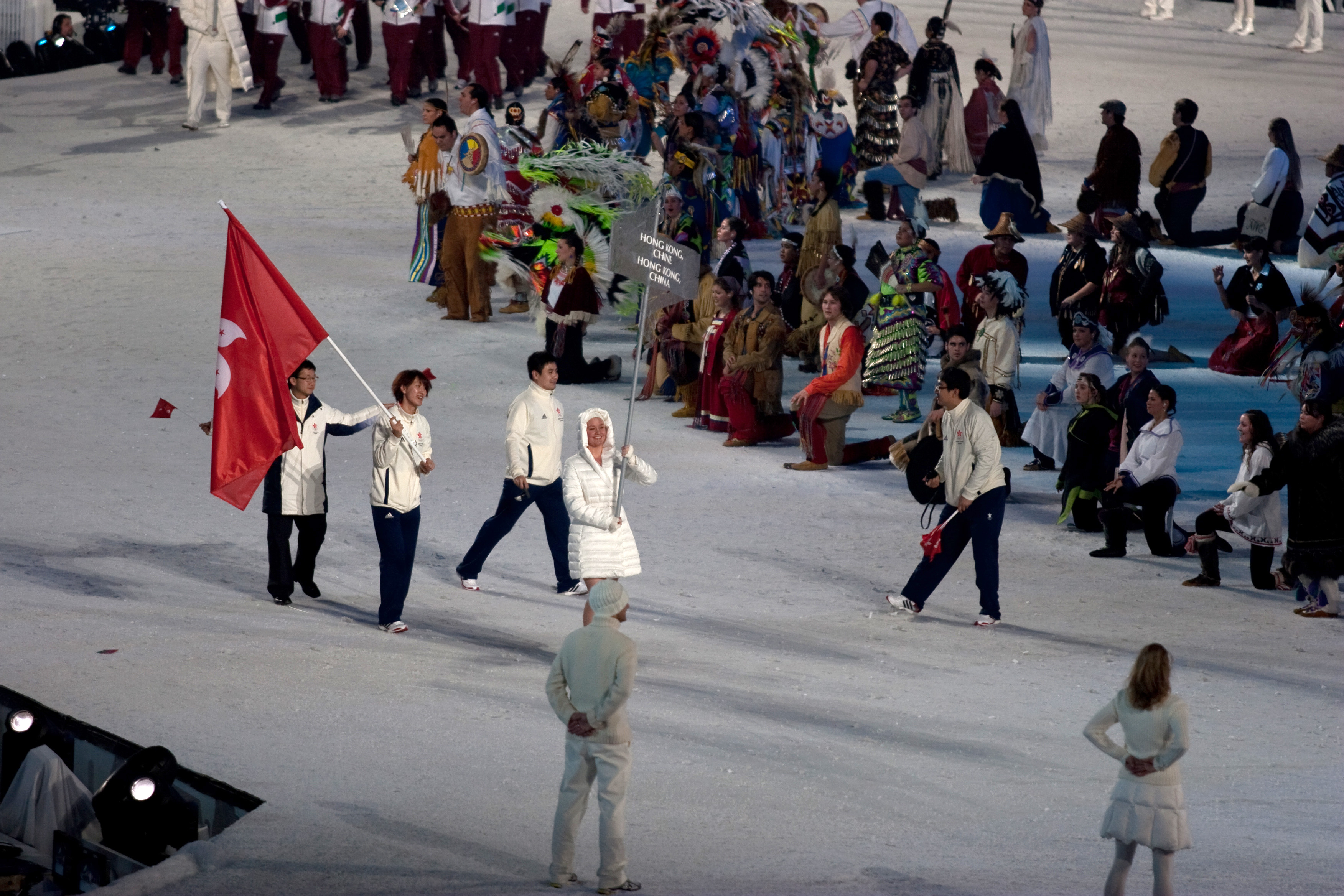
Збірна Гонконгу під час Параду націй на церемонії відкриття Олімпіади

## Результати змагань

### Шорт-трек
Жінки
| Змагання    | Спортсмени  | Відбірковий раунд | Відбірковий раунд | Чвертьфінал       | Чвертьфінал       | Півфінал          | Півфінал          | Фінал             | Фінал             | Підсумкове місце |
| Змагання    | Спортсмени  | Результат         | Місце             | Результат         | Місце             | Результат         | Місце             | Результат         | Місце             | Підсумкове місце |
| ----------- | ----------- | ----------------- | ----------------- | ----------------- | ----------------- | ----------------- | ----------------- | ----------------- | ----------------- | ---------------- |
| 500 метрів  | Хань Юешуан | 48.625            | 3                 | Вибула зі змагань | Вибула зі змагань | Вибула зі змагань | Вибула зі змагань | Вибула зі змагань | Вибула зі змагань | 24               |
| 1000 метрів | Хань Юешуан | 1:37.883          | 3                 | Вибула зі змагань | Вибула зі змагань | Вибула зі змагань | Вибула зі змагань | Вибула зі змагань | Вибула зі змагань | 27               |
| 1500 метрів | Хань Юешуан | 2:36.233          | 5                 | Вибула зі змагань | Вибула зі змагань | Вибула зі змагань | Вибула зі змагань | Вибула зі змагань | Вибула зі змагань | 32               |